# Dokuzu
〈Dokuzu〉（直译：「渣滓」）是日本词曲作家Nakiso的歌曲，作为单曲于2022年3月5日发行。此曲的特色是使用Vocaloid歌声库歌爱雪合成主人声，此曲的音乐视频于2022年3月5日公开。
此曲在Billboard Japan的YouTube UGC话题排行榜Top User Generated Songs最高位列第1。

## 创作
此曲是由Nakiso创作，每分钟115拍，使用Vocaloid歌声库歌爱雪合成主人声，创作题材来自Nakiso四年前创作的歌曲〈Azalea City〉（アザレアシティ），以及醉酒的电话。此曲描述了一个女孩对不顺从自己的人逐渐变得情绪失控，此外，歌爱雪柔和的音色加深了此曲的疯狂程度。

## 音乐视频
此曲的音乐视频公开于2022年3月5日，是附带歌词字幕的单张插图视频，插图是由日本插画师鲛岛Nurie（鮫島ぬりえ）绘制。

## 排行榜
| 排行榜（2022年）                       | 最高排名 |
| -------------------------------------- | -------- |
| 日本YouTube UGC话题（Billboard Japan） | 1        |

## 发行历史
| 地区 | 日期         | 格式          | 唱片公司 | 参考  |
| ---- | ------------ | ------------- | -------- | ----- |
| 世界 | 2022年3月5日 | 數位下載 串流 | 自发行   | [ 4 ] |